# Chevrolet Uplander
Chevrolet Uplander — минивэн производства General Motors, выпускаемый с 2004 по 2009 год. Пришёл на смену автомобилям Chevrolet Venture и Chevrolet Astro. Вытеснен с конвейера моделью Chevrolet Traverse.
Изначально автомобиль оснащался двигателем внутреннего сгорания High Value 3500 LX9. В 2006 году в моторную гамму вошёл ДВС LZ9, а в 2007 году — LGD. Также существовал грузовой вариант.
Краш-тест автомобиля Chevrolet Uplander, по сравнению с предшественником, имеет более высокий рейтинг безопасности.

## Продажи
| Год  | США   | Мексика |
| ---- | ----- | ------- |
| 2004 | 3948  |         |
| 2005 | 72980 | 5438    |
| 2006 | 58699 | 5249    |
| 2007 | 69885 | 3821    |
| 2008 | 40456 | 2467    |
| 2009 | 1758  | 405     |
| 2010 | 76    | 10      |

## Галерея

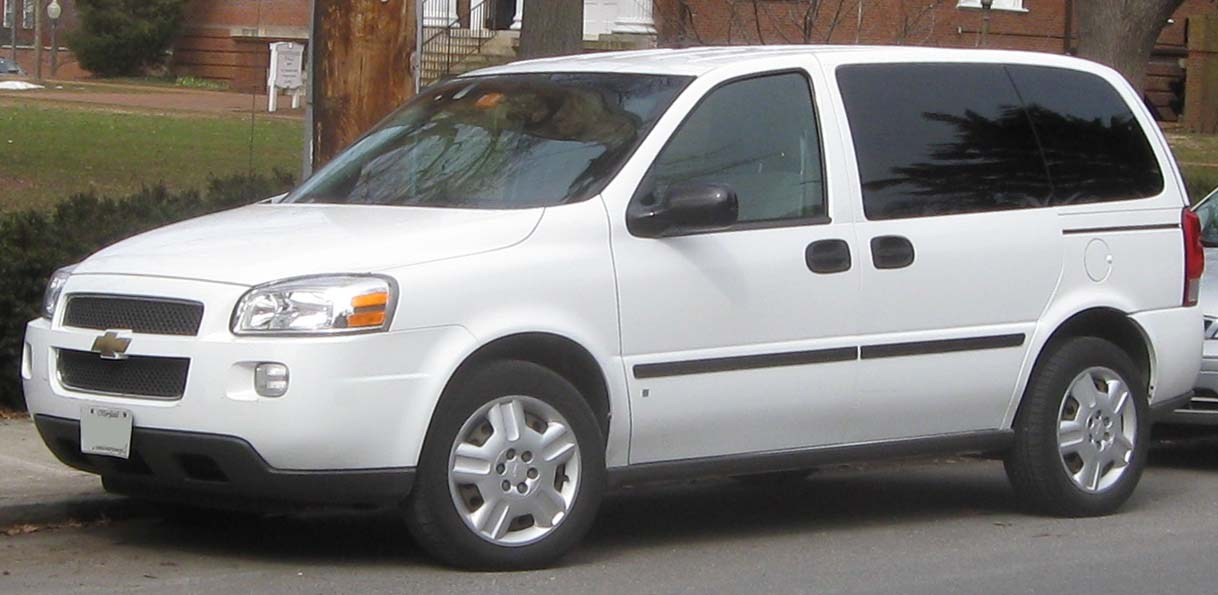
Chevrolet Uplander LS SWB
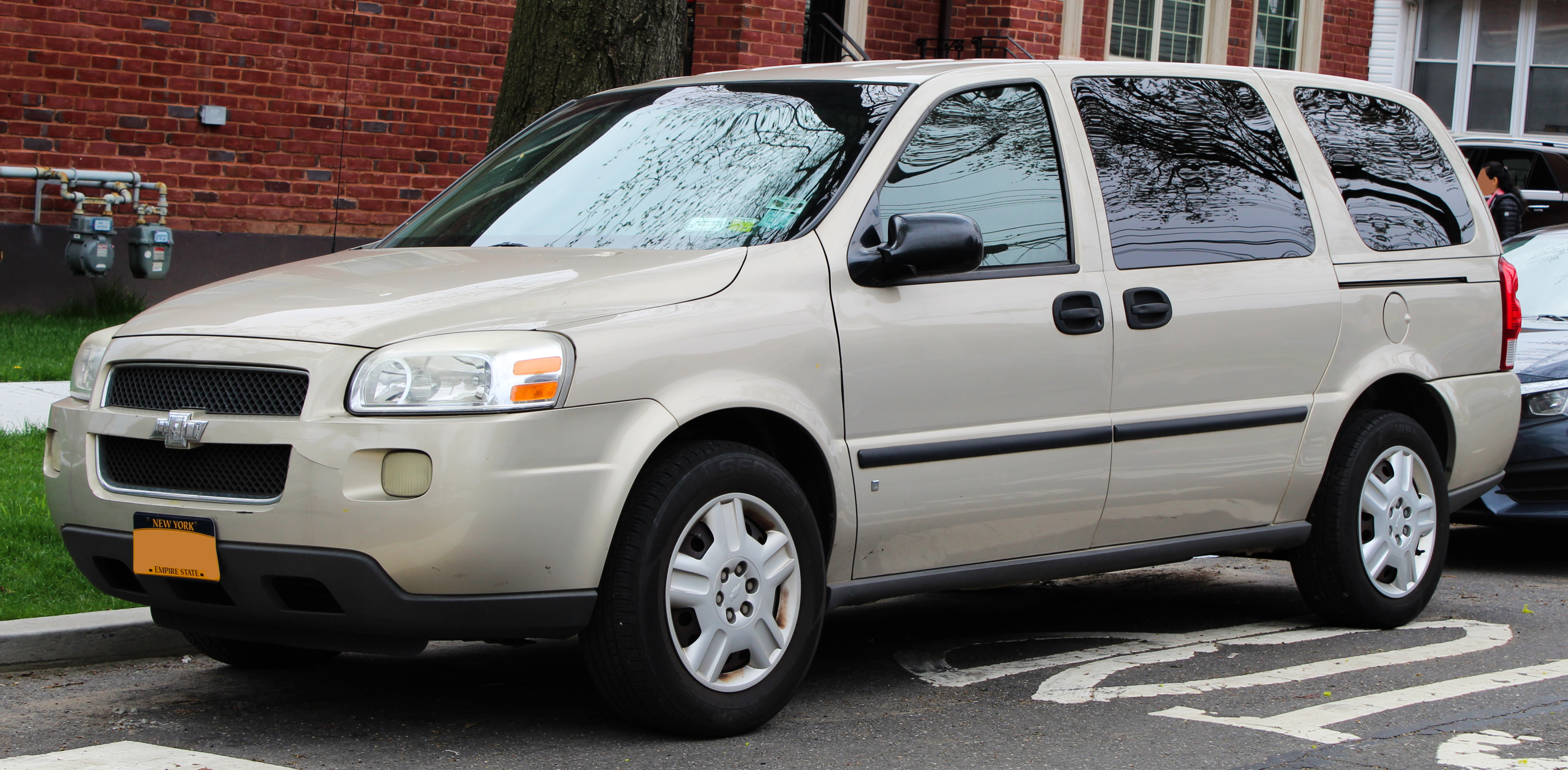
Chevrolet Uplander LS LWB
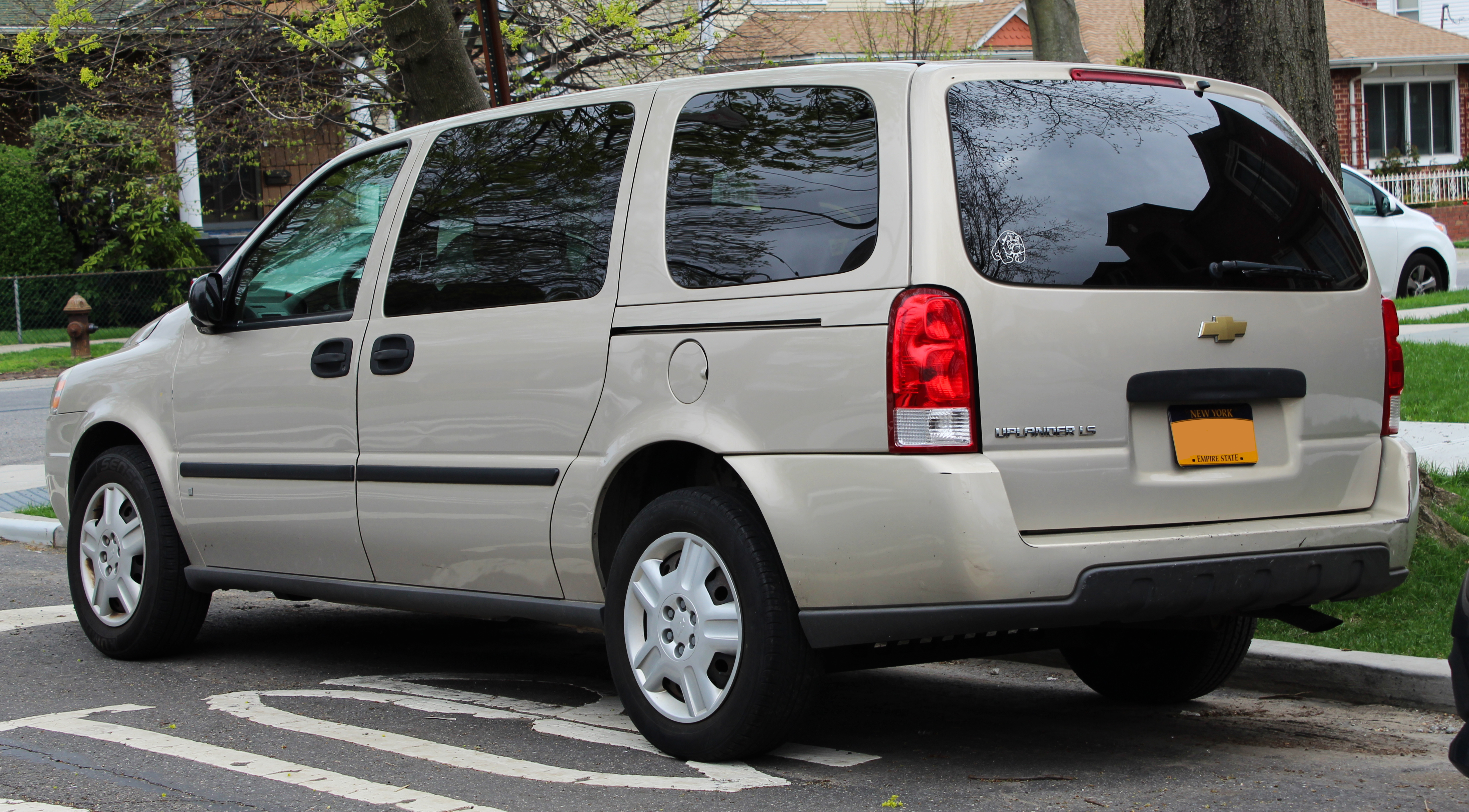
Вид сзади